# Gerichtsstand des Arbeitsortes
Der Gerichtsstand des Arbeitsortes ist ein besonderer Gerichtsstand (auch: Gerichtsstandsort) für Arbeitsverhältnisse, der zugunsten der Arbeitnehmer mit Wirkung vom 1. April 2008 durch Einfügung des § 48 Abs. 1a Arbeitsgerichtsgesetz (ArbGG) geschaffen wurde.

## Allgemeines
Der Gerichtsstand des Arbeitsortes wird neben dem besonderen Gerichtsstand des Erfüllungsortes gemäß § 29 ZPO gewährt. Der Erfüllungsort im Sinne des § 29 ZPO kann mit dem Arbeitsort im Sinne des § 48 Absatz 1a ArbGG zusammenfallen, dies muss aber nicht der Fall sein.
Der Gerichtsstand des Arbeitsortes soll dazu dienen, Zweifelsfragen im Zusammenhang des § 29 ZPO zugunsten einer arbeitnehmerfreundlichen Regelung zu klären.
Dabei lehnt sich der Gesetzgeber in der Formulierung des § 48 Absatz 1a ArbGG an Vorschriften des Internationalen Privatrechts an. Die dazu ergangene Rechtsprechung kann daher als Auslegungshilfe dienen.
Rechtsprechung (auch des Bundesarbeitsgerichts (BAG)) zur örtlichen Zuständigkeit vor der Einführung des § 48 Absatz 1a ArbGG zum 1. April 2008 ist teilweise überholt.
Der Arbeitsort kann, muss aber nicht mit dem Wohnort des Arbeitnehmers zusammenfallen. Der Wohnort ist nur dann Arbeitsort, wenn der Arbeitnehmer dort zumindest Nebenpflichten erfüllt.

## Anwendungsbereich
§ 48 Absatz 1a ArbGG ist anwendbar:
1. nur in den in § 48 Absatz 1a Satz 1 ArbGG genannten (gewöhnlichen) Arbeitsrechtsstreitigkeiten;
2. in allen Klageverfahren und
3. auch nach Beendigung des Arbeitsverhältnisses.

## Voraussetzungen

### Allgemeines
§ 48 Absatz 1a ArbGG gewährt in zwei verschiedenen Fällen einen besonderen Gerichtsstand: den des gewöhnlichen Arbeitsortes im Sinne des § 48 Absatz 1a Satz 1 ArbGG und den des § 48 Absatz 1a Satz 2 ArbGG. Systematisch ist die Alternative des § 48 Absatz 1a Satz 2 ArbGG gegenüber der Alternative des § 48 Absatz 1a Satz 1 ArbGG subsidiär, das heißt, sie darf nur dann angewendet werden, wenn kein gewöhnlicher Arbeitsort im Sinne des § 48 Absatz 1a Satz ArbGG ermittelbar ist.

### § 48 Absatz 1a Satz 1 ArbGG: gewöhnlicher Arbeitsort
Arbeitsort ist der Ort, an dem der Arbeitnehmer seine Arbeit tatsächlich (einvernehmlich) erbringt, nicht ein Ort, der im Arbeitsvertrag als Ort angegeben ist oder ein Ort, von dem Weisungen erteilt oder von wo aus die Arbeitsvergütung gezahlt wird.
„Gewöhnlich“ ist ein Arbeitsort, an dem der Arbeitnehmer „normalerweise“ und „schwerpunktmäßig“ arbeitet. Zum Teil wird dabei darauf abgestellt, wie viel Zeit am jeweiligen Arbeitsort verbracht wird.
Es kommt nicht auf die Dauer des Arbeitsverhältnisses an. Auch nicht auf das Vorhandensein einer verfestigten Betriebsstruktur des Arbeitgebers am Arbeitsort.
Ist kein gewöhnlicher Arbeitsort ermittelbar, kann gleichwohl ein Gerichtsstand nach § 48 Absatz 1a Satz 2 ArbGG vorliegen.

### § 48 Absatz 1a Satz 2 ArbGG: Ausgangsarbeitsort
§ 48 Absatz 1a Satz 2 ArbGG ist nur anwendbar, wenn kein gewöhnlicher Arbeitsort im Sinne des § 48 Absatz 1a Satz 1 ArbGG ermittelbar ist.
Der Ausgangsarbeitsort ist nicht unbedingt der Wohnort. Entscheidend ist, wo der Arbeitnehmer Arbeitsleistungen (vertragsgemäß) erbringt und seien es nur Nebenpflichten (Berichte, Geschäftsreisen vor- oder nachbereiten) oder nur (stundenweises) Homeoffice. Ein zeitlicher Mindestumfang ist nicht notwendig.

## Rechtsfolgen
Besteht ein besonderer Gerichtsstand des Arbeitsortes, hat der Arbeitnehmer das Recht, das für diesen Arbeitsort örtlich zuständige Arbeitsgericht anzurufen. Der Arbeitnehmer ist dazu aber nicht gezwungen, sondern hat nach § 35 ZPO unter mehreren zuständigen Gerichten das Wahlrecht. Er kann also insbesondere den Arbeitgeber an dessen allgemeinem Gerichtsstand verklagen (Wohnung bzw. Sitz).

## Prozessuales

### Darlegungs- und Beweislast
Wer sich auf einen besonderen Gerichtsstand beruft, muss dessen Voraussetzungen darlegen und beweisen.

### Bindung von Verweisungsbeschlüssen
Bei Rüge der örtlichen Zuständigkeit durch eine Partei oder bei Zweifel des Gerichts entscheidet das Arbeitsgericht durch Beschluss über die örtliche Zuständigkeit. Dieser Beschluss ist unanfechtbar, das heißt nicht mit Rechtsmittel angreifbar.
Verneint ein Arbeitsgericht zu Unrecht das Vorliegen eines besonderen Gerichtsstandes und verweist es den Rechtsstreit an ein anderes Arbeitsgericht, ist dieser Beschluss bei und trotz (einfacher) Fehlerhaftigkeit bindend. Er ist ausnahmsweise nicht bindend, wenn er offensichtlich fehlerhaft ist oder das rechtliche Gehör einer Partei verletzt worden ist.

### Rechtsprechung (Beispiele)
- ArbG Schwerin, Az.: 6 Ca 1368/15, Beschluss vom 28. August 2015 – örtliche Zuständigkeit bei Leiharbeitnehmern mit wechselnden Einsatzorten
- LAG Bremen, Urteil vom 9. Oktober 2014 – 1 SHa 4/14: Gewöhnlicher Arbeitsort bei Montagearbeiter